# Hotel Majestic (New York City)
Koordinaten: 40° 46′ 33,5″ N, 73° 58′ 35,2″ W
Das Hotel Majestic war ein Hotelgebäude in Manhattan in New York City, Vereinigte Staaten. Es stand an der Central Park West (Eighth Avenue) zwischen der 71st und 72nd Street im Stadtteil Upper West Side. An dieser Stelle steht heute das Apartmenthaus The Majestic.
Der gebürtige Deutsche Jacob Rothschild (1844–1911), der es in New York zu einem angesehenen Unternehmer brachte, kaufte 1891 das Grundstück, das sich gegenüber dem Apartmenthaus The Dakota befindet, um dort ein Luxushotel zu bauen. Dazu gründete er für mit einem Kapital von drei Millionen US-Dollar die Majestic Hotel Company. Mit der Planung beauftragt wurde der deutsche Architekt Alfred Zucker. Für die Inneneinrichtung war John H. Edelmann verantwortlich. Neben einem Ballsaal und einem Restaurant hatte das 600 Zimmer umfassende Hotel auch eine eigene Bowlingbahn, eine repräsentative Lobby, als erstes Gebäude in New York City einen Dachgarten und Platz für mehrere Pferdekutschen.
Durch seine ausladenden Feiern und Treffen gesellschaftlicher Größen, darunter Unternehmer, Künstler und Politiker, sowie seiner liberalen, wenig restriktiven Verhaltensvorschriften, war das Gebäude auch als „Der Judenplatz“ („the jewish place“) bekannt.
Wegen möglicher Bestechung und des Ignorierens vorgegebener Bauvorschriften kam es kurz nach der Eröffnung des Hotels zu einem Prozess.
Im April 1892 wurde das Gebäude schließlich von Irwin Chanin für 16 Millionen US-Dollar aufgekauft. Auf der Titelseite der The New York Times vom 26. April 1926 kündigte er den Abriss an, um Platz für sein eigenes Hochhaus The Majestic zu schaffen. Am 1. Oktober 1929 begann schließlich der Abriss, der im Sommer 1930 endete.

## Bekannte Bewohner
- Während ihrer Amerikatournee 1916 lebte die französische Schauspielerin Sarah Bernhardt im Hotel Majestic.[8]
- Die US-amerikanische Schriftstellerin, Theater- und Literaturkritikerin Dorothy Parker lebte nach ihrer Schulzeit mit ihrem Vater im Hotel. Ihre Erlebnisse verarbeitete sie in ihrer 1921 erschienenen Kurzgeschichte An Apartment House Anthology.[1]
- Während seiner Zeit in den USA lebte der österreichische Komponist Gustav Mahler ab dem 20. Dezember 1907 in einem Apartment im 11. Stock.[9][10]
- Die Witwe des Konföderiertenpräsidenten Jefferson Davis verstarb 1906 in ihrem Zimmer.[11]
- Während seiner Auftritte in New York City lebte der italienische Startenor Enrico Caruso im Majestic.[12][13]
- Der Schriftsteller Arthur Somers Roche hatte eine Zeit lang ein Zimmer im Majestic. Ebenso die Schriftstellerin Edna Ferber, die während der 1920er Jahre hier lebte.[14] Zur selben Zeit hatten auch der Cartoonist H. T. Webster und die Schauspielerin Lillian Russell ihre Bleibe im Hotel.[15]
- Für die positive Außendarstellung des Hotels erhielt der bekannte Kolumnist O. O. McIntyre ein Apartment zur freien Verfügung.